# Eberhard Schöler
Eberhard Schöler (Flatow, Duitsland, 22 december 1940) is een voormalig professioneel tafeltennisser die uitkwam voor West-Duitsland.
Vanwege zijn kalme optreden stond hij bekend als Mr. Poker Face.
Vroeg in 1966 trouwde hij met de Engelse tafeltennisster Diane Rowe die naar Duitsland verhuisde en zijn naam aannam.

## Belangrijkste resultaten
- WK
  -  Zilver in het enkelspel in 1969.
  -  Zilver met het team in 1969.
  -  Brons met het team in 1963.
  -  Brons in het enkelspel in 1965.
  -  Brons in het enkelspel in 1967.
  -  Brons in het gemengd dubbelspel in 1971 met zijn echtgenote Diane Schöler.
- EK
  -  Zilver in het gemengd dubbelspel in 1962 met Ágnes Simon.
  -  Brons in het enkelspel in 1962.
  -  Brons in het mannen dubbelspel in 1962 met Dieter Forster.
  -  Brons met het team in 1962.
  -  Brons in het enkelspel in 1964.
  -  Brons in het mannen dubbelspel in 1972 met János Borzsei.

- Gemeinsame Normdatei: 1107639751
- Virtual International Authority File: 49146937829113832411
- WorldCat: E39PBJtX7BfcGycCJw9tb4JkXd